# Aalartige
Die Aalartigen (Anguilliformes, deutsch auch Aalfische) sind eine über 1050 Arten umfassende Ordnung schlangenförmiger, fast ausschließlich im Meer lebender Knochenfische. Es sind meist nachtaktive Raubfische.

## Verbreitung
Die meisten Aalartigen leben weltweit in tropischen und subtropischen Meeren, sowohl in flachen Küstengewässern, Korallenriffen als auch in der Tiefsee. Nur die Flussaale (Anguillidae) leben in Süßgewässern und ziehen nur zur Fortpflanzung ins Meer. Zwei ihrer Arten, der Europäische Aal (Anguilla anguilla) und der Amerikanische Aal (Anguilla rostrata) sind auch die einzigen, deren Verbreitungsgebiet weit in die gemäßigte Klimazone reicht.

## Anatomie
Alle Aalartigen haben einen schlangenartigen, langgestreckten Körper. Ihre Körperlänge reicht von wenigen Zentimetern bei vielen Einkieferaalen bis zu einer Länge von vier Metern bei der Riesen-Deltamuräne (Strophidon sathete). Er kann im Querschnitt rund oder seitlich abgeplattet sein. Rückenflosse und Afterflosse bilden einen durchgehenden Flossensaum. Bauchflossen sind bei heutigen Arten nicht mehr vorhanden, bei einigen fossilen Formen aber noch zu sehen. Die Wirbelsäule kann bis zu 770 Wirbel haben und endet gerade (protocerk). Aalartige sind meist schuppenlos, bei einigen Arten liegen kleine Rundschuppen unter der Haut, auch die Seitenlinie fehlt oft. Einige Schädelknochen fehlen, z. B. das Posttemporale, das bei vielen Fischen den Schädel mit dem Schultergürtel verbindet. Am Kiefer verschmelzen während der Metamorphose einige Knochen (Praemaxillare, Ethmo, Vomer), die während der Larvenphase noch getrennt sind. Die Kiemenöffnung ist eng, der Kiemendeckel fehlt, die Kiemenkammer wird von der Radii branchiostegi, einem Schädelknochen, gestützt.

## Systematik
Die Ordnung der Aalartigen wird in 21 Familien unterteilt, die in sieben Unterordnungen zusammengefasst werden können.
- Unterordnung Synaphobranchoidei
  - Protanguillidae
  - Grubenaale (Synaphobranchidae)
- Unterordnung Chlopsoidei
  - Chlopsidae
- Unterordnung Moringuoidei
  - Wurmaale (Moringuidae)
- Unterordnung Anguilloidei
  - Flussaale (Anguillidae)
  - Schnepfenaale (Nemichthyidae)
  - Sägezahn-Schnepfenaale (Serrivomeridae)
- Unterordnung Pelikanaalartige (Saccopharyngoidei)
  - Cyematidae
  - Einkieferaale (Monognathidae)
  - Neocyematidae
  - Pelikanaale (Eurypharyngidae)
  - Sackmäuler (Saccopharyngidae)
- Unterordnung Muraenoidei
  - Heterenchelyidae
  - Myrocongridae
  - Muränen (Muraenidae)
- Unterordnung Congroidei
  - Colocongridae
  - Meeraale (Congridae)
    - Congrinae
    - Bathymyrinae
    - Röhrenaale (Heterocongrinae)

  - Langhalsaale (Derichthyidae)
  - Entenschnabelaale (Nettastomatidae)
  - Hechtconger (Muraenesocidae)
  - Schlangenaale (Ophichthidae)

Wie das Kladogramm zeigt ist die Familie der Meeraale nicht monophyletisch, sondern zerfällt in zwei Kladen. Die Unterfamilie Congrinae ist die Schwestergruppe der Nettastomatidae, die Unterfamilien Bathymyrinae und Heterocongrinae sind die Schwestergruppe einer von den Muraenesocidae und Ophichthidae gebildeten Klade.

## Fossilbefund

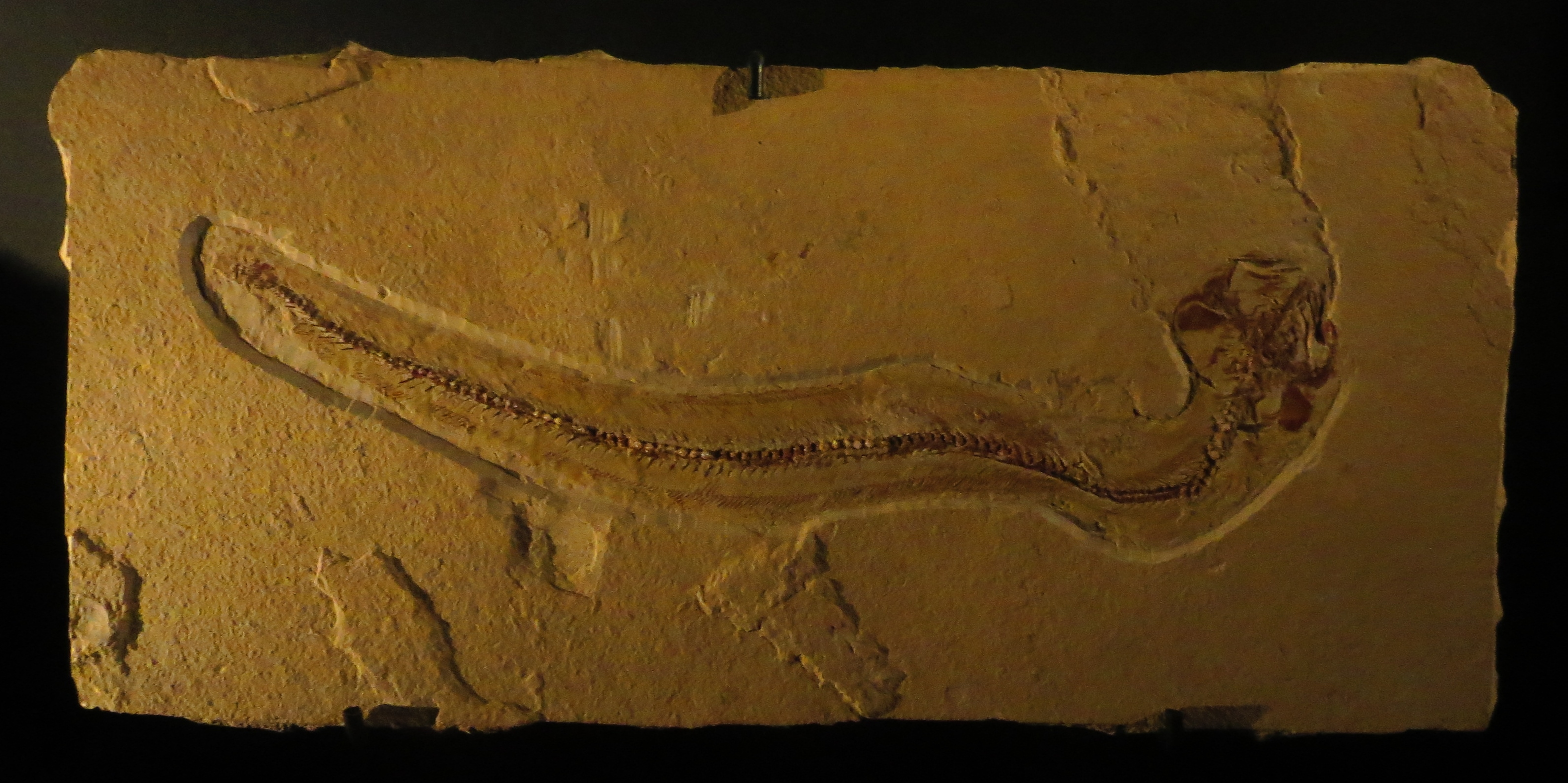
Enchelion montium

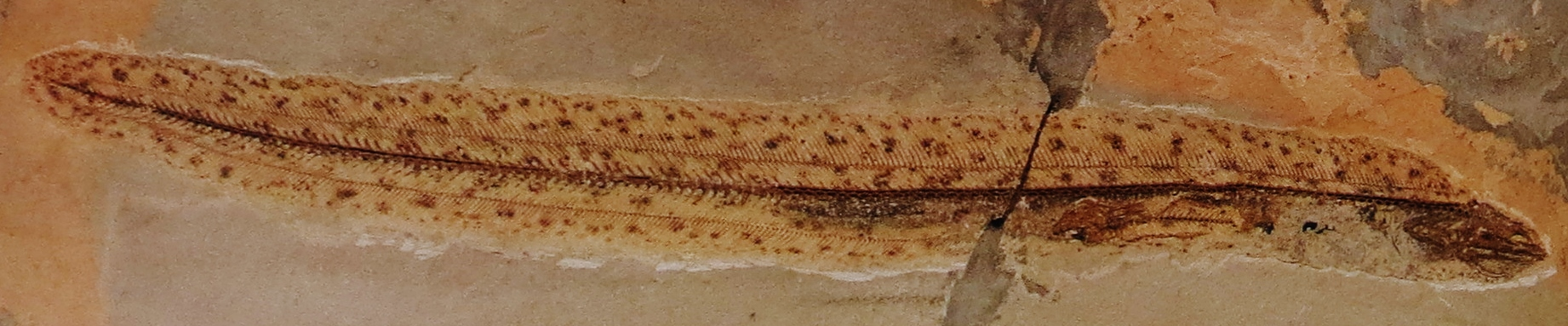
Paranguilla tigrina

Die ersten Aalartigen sind fossil aus Schichten der oberen Kreide des Libanon mit den Gattungen Urencelys und Enchelion bekannt. Enchelion kann schon einer heutigen Familie, den Meeraalen (Congridae) zugeordnet werden. Auch aus dem unteren Oligozän gibt es Fossilien. Der Meeraal Pavelichthys aus dem des nördlichen Kaukasus und der Sägezahn-Schnepfenaal (Serrivomeridae) Proserrivomer aus dem Iran.
Eine wichtige Fundstätte ist die norditalienische Monte-Bolca-Formation, die aus Ablagerungen der Tethys im Eozän entstand. Aus ihr wurden die keiner heutigen Familie zugeordneten Gattungen Anguilloides, Bolcanguilla, Dalphiaziella, Eomyrophis, Milanangullia, Parangullia, Patavichthys, Proteomycus, Veronagullia  und Whitapodus, die Meeraale Bolycus und Voltaconger, und der Schlangenaal Goslinophis beschrieben.
Von den rezenten Meeraalen der Gattung Conger gibt es Fossilien seit dem Eozän aus Europa, Nordamerika und Neuseeland. Die heutigen Flussaale (Anguilla) lassen sich seit dem Miozän nachweisen. Fossilien fand man unter anderem bei Öhningen am Hochrhein (Baden-Württemberg).